# Bahnhof Bensheim-Auerbach
Der Bahnhof Bensheim-Auerbach ist ein unter Denkmalschutz stehendes Kulturdenkmal im Bensheimer Stadtteil Auerbach. Auf den drei Gleisen, von denen nur Gleis 1 und 2 regelmäßig im Personenverkehr benutzt werden, haben nur Regionalbahnen planmäßige Verkehrshalte.

## Geschichtliches

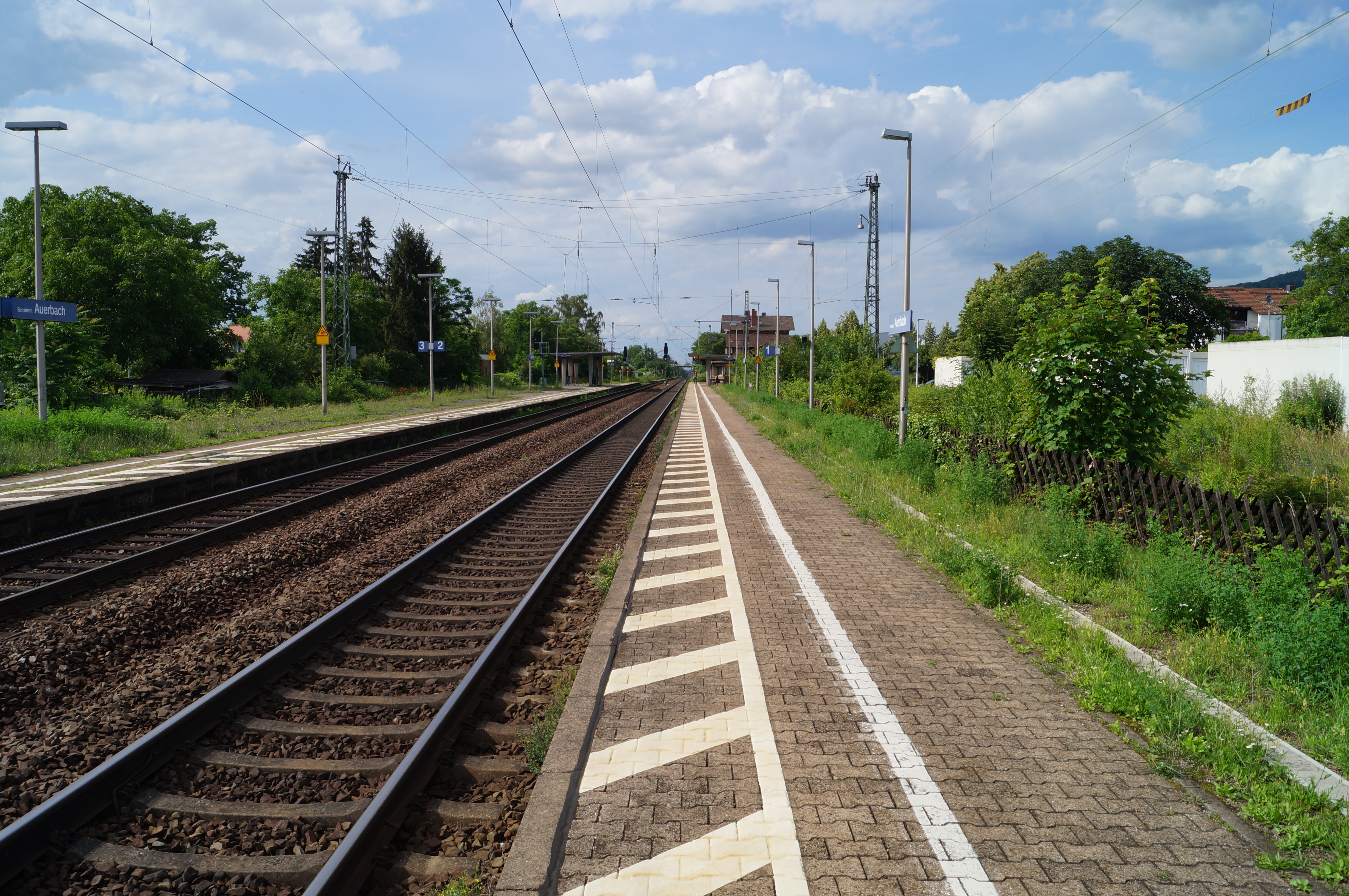
Die Bahnsteige des Bahnhofs Bensheim-Auerbach vor der Sanierung

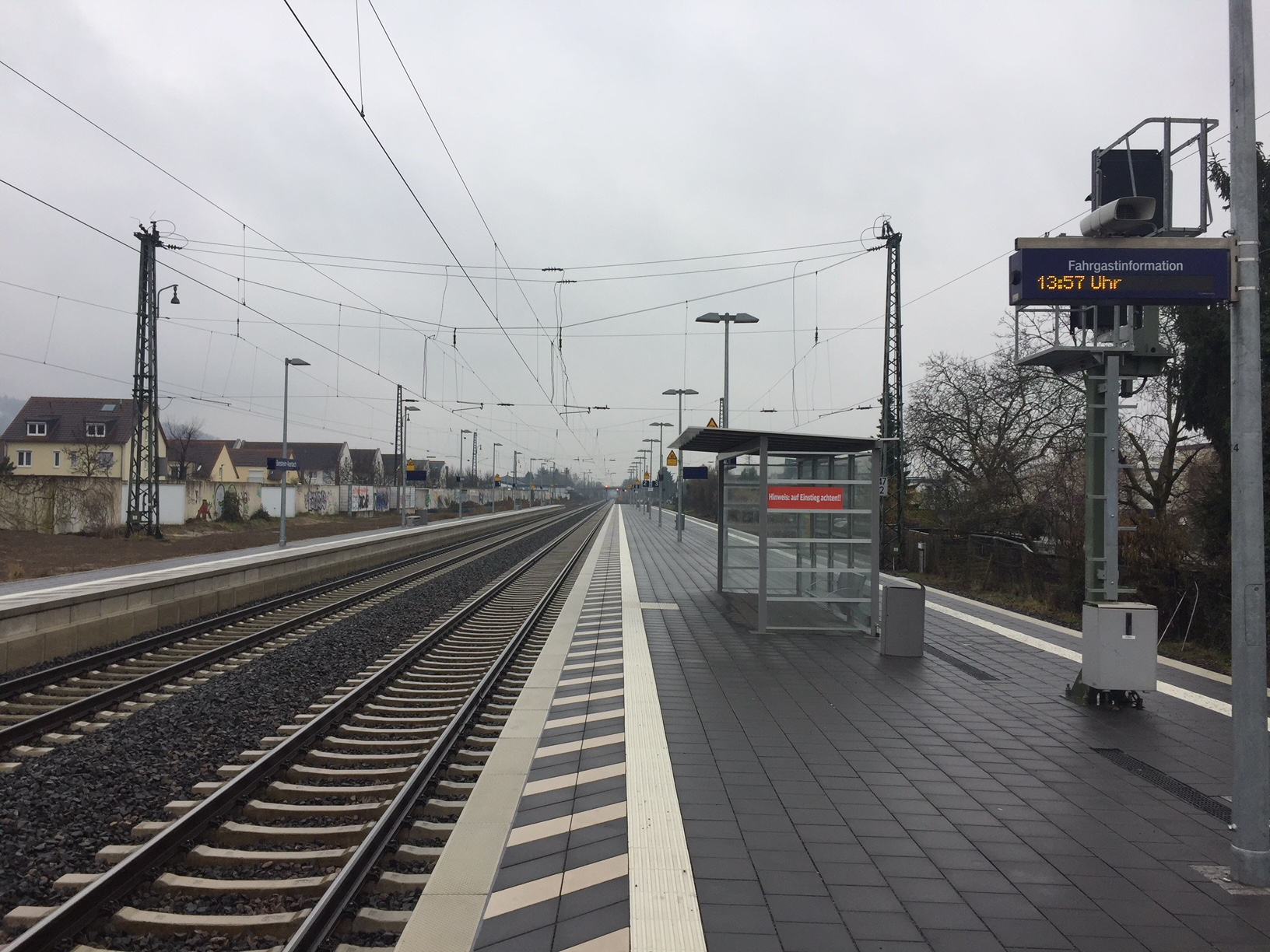
Die Bahnsteige des Bahnhofs Bensheim-Auerbach (2018)

Der Bahnhof Bensheim-Auerbach wurde 1850 an der Bahnstrecke Frankfurt am Main–Heidelberg im Personenverkehr in Betrieb genommen. Der Entwurf zum Empfangsgebäude soll von dem Darmstädter Stadtbaumeister Georg Moller stammen. Güterverkehr fand hier erst ab 1865 statt.
Ursprünglich trug er die Bezeichnung Auerbach, später Auerbach (Hess). Zum 22. Mai 1932 – zum Beginn des Sommerfahrplans – wurde er in Auerbach (Bergstr) umbenannt, zum Winterfahrplan 1939 in Bensheim-Auerbach.

### Gegenwart
Der Bahnhof Bensheim-Auerbach ist eine Haltestelle der Preisklasse 5.
Im Dezember 2007 wurden Pläne der Deutschen Bahn AG bekannt, dass man den Verkauf des Empfangsgebäudes beabsichtigt. Kurz danach gab die Bahn den Verkauf an einen Investor bekannt.
Als zunehmend wichtiger Verkehrsknotenpunkt in der Region war der Bahnhof Teil des Gesamtkonzepts für den Hessentag 2014 in Bensheim sowie des S-Bahn-Konzepts im Verkehrsverbund Rhein-Neckar. Er wurde daher seit April 2012 umfassend saniert und umgebaut.
Die Modernisierungsarbeiten am Bahnhof Bensheim-Auerbach haben Anfang 2016 mit der Erneuerung der Gleise 1 und 2 begonnen. Diese endeten Mitte 2016. Der Hausbahnsteig an Gleis 1 und der Mittelbahnsteig an Gleis 2 und 3 wurden von Anfang 2017 bis Ende 2017 erneuert. Dabei wurden die Bahnsteige von 35 auf 76 Zentimeter erhöht (Schienenoberkante) sowie auf einer Länge von 210 m umgebaut. Beide Bahnsteige erhielten während der Modernisierung je einen Aufzug.

## Bahnverbindungen

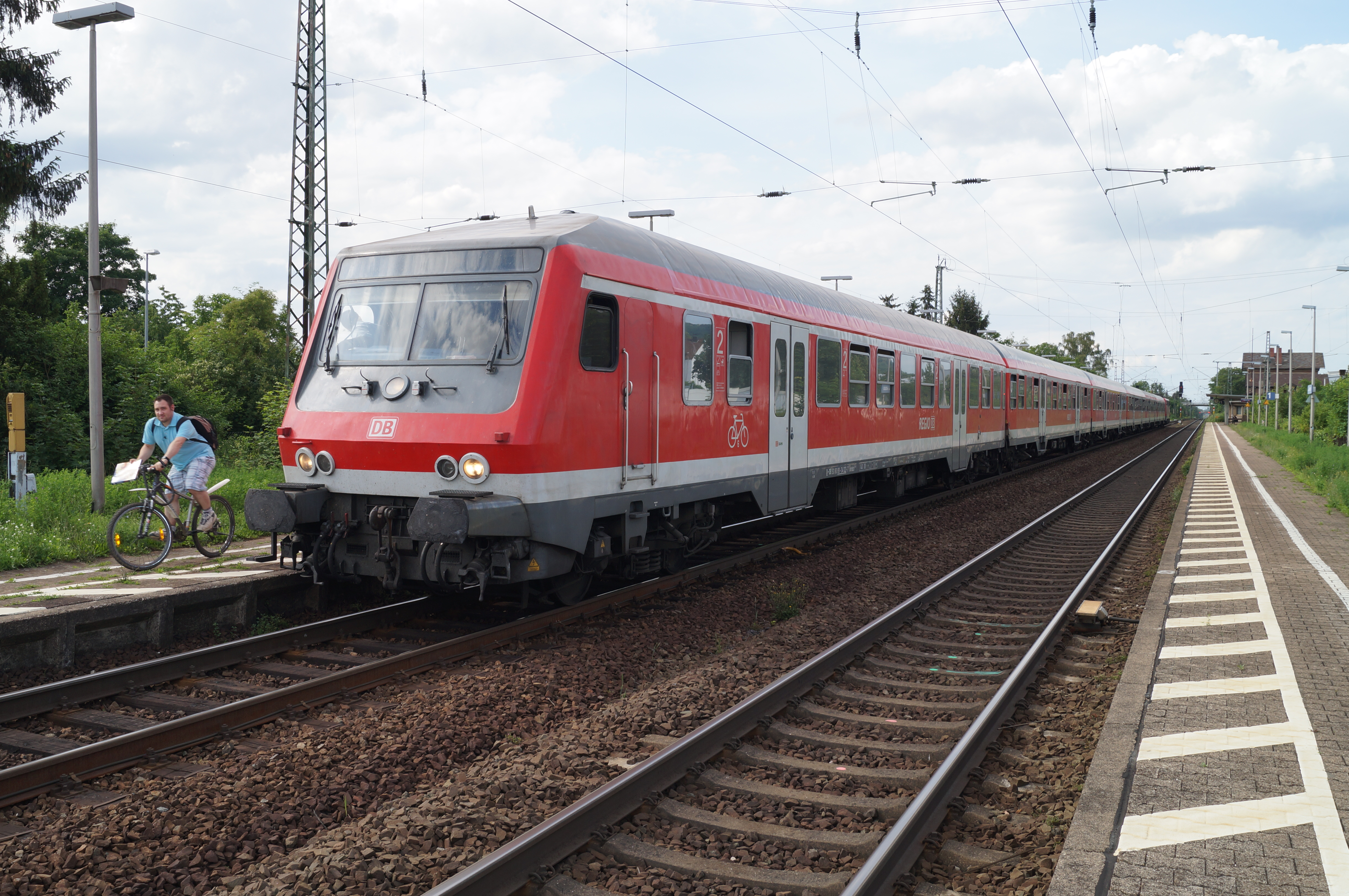
Regionalbahn im Bensheim-Auerbacher Bahnhof auf dem Weg nach Heidelberg Hauptbahnhof

Bensheim-Auerbach besitzt mit der RB 67/68 eine stündliche Verbindung nach Frankfurt (Main) und Mannheim/Schwetzingen bzw. Heidelberg, wobei in der Hauptverkehrszeit montags bis freitags Züge bis Wiesloch-Walldorf verlängert werden.
| Linie | Verlauf | Takt   |
| ----- | --- | ------ |
| RB 67 | Main-Neckar-Bahn: Frankfurt (Main) Hbf – Langen (Hess) – Darmstadt Hbf – Darmstadt Süd – Darmstadt-Eberstadt – Bickenbach (Bergstr) – Hähnlein-Alsbach – Zwingenberg (Bergstr) – Bensheim-Auerbach – Bensheim – Heppenheim (Bergstr) – Laudenbach (Bergstr) – Hemsbach – Weinheim (Bergstr) Hbf – Weinheim-Lützelsachsen – Heddesheim/Hirschberg – Ladenburg – Neu-Edingen/Friedrichsfeld – (Mannheim-Seckenheim – Mannheim ARENA/Maimarkt – Mannheim Hbf) (einzelne Züge in Tagesrandlage) / Schwetzingen (– Hockenheim) (HVZ) Flügelung in Neu-Edingen/Friedrichsfeld. Zugteil nach Heidelberg als RB 68. Stand: Fahrplanwechsel Dezember 2021                     | 60 min |
| RB 68 | Main-Neckar-Bahn: Frankfurt (Main) Hbf – Langen (Hess) – Darmstadt Hbf – Darmstadt Süd – Darmstadt-Eberstadt – Bickenbach (Bergstr) – Hähnlein-Alsbach – Zwingenberg (Bergstr) – Bensheim-Auerbach – Bensheim – Heppenheim (Bergstr) – Laudenbach (Bergstr) – Hemsbach – Weinheim (Bergstr) Hbf – Weinheim-Lützelsachsen – Heddesheim/Hirschberg – Ladenburg – Neu-Edingen/Friedrichsfeld – Heidelberg-Pfaffengrund/Wieblingen – Heidelberg Hbf (– Heidelberg-Kirchheim/Rohrbach – St Ilgen-Sandhausen – Wiesloch-Walldorf) (wochentags) Flügelung in Neu-Edingen/Friedrichsfeld. Zugteil nach Schwetzingen/Mannheim als RB 67. Stand: Fahrplanwechsel Dezember 2021 | 60 min |

## Aufbau
Der Bahnhof ist ein zweigeschossiger Wohn- beziehungsweise Verwaltungsbau. Er ist mit einem Satteldach mit geringer Dachneigung gedeckt. Unterhalb der Traufe befinden sich kleine Mezzaninfenster. Der Bahnhof ist dreiachsig mit gelbem Sandstein gebaut. Der südliche Giebel ist in Fachwerk ausgeführt. Zu den Gleisen hin steht die Überdachung auf gusseisernen Säulen, die vermutlich noch von 1846 stammen. An der Südwestseite wurde um 1920 ein kleines Stellwerkhaus eingebaut. Es gibt architektonische Hinweise, dass dieser Anbau von Heinrich Metzendorf stammt.

## Trivia
Am frühen Morgen des 27. Oktober 2014 war im leerstehenden Gebäude in der Otto-Beck-Str., Ecke Schillerstraße, ein Feuer ausgebrochen. Der dabei entstandene Sachschaden wurde auf mindestens 50.000 Euro geschätzt. Die Polizei geht von Brandstiftung aus.
In der Nacht auf den 25. April 2021 wurde ein flüchtender Einbrecher im Bahnhof beim Überqueren der Gleise von einem Güterzug erfasst und verstarb.
Von hier startet der neue Pilgerweg Camino Incluso, der über den Staatspark Fürstenlager durch Bergstraße, Vorderer Odenwald und Neckartal auf 84 Kilometern bis Heidelberg führt.